# Johann Macher
Johann Macher, magyarosan: Macher János (Pleiburg (Karintia), 1661. január 9. – Pozsony, 1704. február 18.) bölcseleti doktor, Jézus-társasági áldozópap és tanár.

## Élete
1678. október 21-én lépett a rendbe; a retorikát majd a bölcseletet Grazban tanította; azután hitszónok volt Linzben, Pozsonyban, Neustadtban és Sopronban. Nagy buzgóságot fejtett ki a más vallásbeliek megtérítésében. A beteg katonák látogatása alkalmával szerzett ragály következtében halt meg.

## Munkái
- Vita Magni Indiarum Apostoli 50 poematis illustrata. Viennae, 1690.
- Paraghrasis Precationis D. Xàverii pro salute peccatorum numinumque inanium cultorum. Uo. 1696. (Epikai költemény. Ujabb kiadása Uo. 1755.)
- Alphonsus in scenam datus. Graecii, 1694.
- Fasciculus Marianus continens quinquagenam quaestinum de praerogativis B. V. Mariae. Viennae, 1696.

Stoeger még három latin munkáját sorolja föl, melyek Grazban nyomattak 1699. és 1700-ban és egy németet, mely Linzben jelent meg 1702-ben; Sommervogel ellenben összesen kilencet említ, még pedig pontosabb könyvészeti leírással.